# Peggy Gilbert
Peggy Gilbert (Sioux City, Iowa, 17 de enero de 1905 - Los Ángeles, California, 12 de febrero de 2007) fue una saxofonista de jazz estadounidense. 

## Biografía
Nació el 17 de enero de 1905 en Sioux City, Iowa con el nombre de Margaret Fern Knechtges.
Fue una pionera de las giras musicales con un grupo de sólo mujeres. Actuó con diferentes bandas: Peggy Gilbert & Her Metro Goldwyn Orchestra, Peggy Gilbert & Her Symphonics o Peggy Gilbert & Her Codees etc.
Billy Wilder lo retrató en Con faldas y a lo loco, donde el grupo de chicas que aparece bien podía ser el de Gilbert y compañía.
En 2006 había participado en el documental Peggy Gilbert and her all-girl band, de la realizadora y musicóloga Jeannie Pool.
Falleció el 12 de febrero de 2007 en Los Ángeles a los 102 años de edad.